# Battaglia della Birmania settentrionale e dello Yunnan occidentale
La battaglia della Birmania settentrionale e dello Yunnan occidentale fu una campagna militare lanciata dalle forze della Repubblica di Cina alleate con gli Stati Uniti d'America e il Regno Unito (la Birmania era all'epoca colonia britannica unita all'India), contro le forze dell'Impero giapponese alleate con la Thailandia nell'ambito della Seconda guerra sino-giapponese e della Guerra del Pacifico.
La campagna si risolse con la vittoria alleata cino-anglo-statunitense e la ritirata di gran parte delle forze giapponesi dal fronte birmano, seppur non si trattò di una totale sconfitta in quanto l'Esercito imperiale giapponese rimase compatto ma con gravissime perdite da ambo le parti.
Durante questa campagna, in merito alle brillanti azioni delle truppe cinesi, il generale statunitense Joseph Stilwell, capo de facto del teatro di operazioni di Cina-Birmania-India del Sud-est asiatico, scrisse "l'esercito cinese è eccellente".

## Battaglie della campagna
- Battaglia di Yupang: Ottobre - Dicembre 1943
- Prima battaglia di Lashio: Gennaio 1944
- Battaglia di Maingkwan: Febbraio - 5 marzo 1944
- Battaglia di Mogaung: Marzo 1944
- Assedio di Myitkyina: Aprile - Agosto 1944
- Battaglia del Monte Song: Maggio - Settembre 1944
- Battaglia di Mongyu: Dicembre 1944 - Gennaio 1945
- Seconda battaglia di Lashio: Marzo 1945
- Battaglia di Hsipaw: Marzo 1945